# Franz Anton Nöggerat junior
Franz Anton Nöggerat junior (ur. 1880, zm. 1947) – holenderski operator, dystrybutor, producent filmowy. Syn Franza Antona Nöggeratha seniora, pierwszego holenderskiego dytrybutora filmowego.
W 1897 r. został wysłany przez ojca do Londynu, gdzie pod okiem producenta Charlesa Urbana miał zapoznać się z wszystkimi aspektami przemysłu filmowego. W Wielkiej Brytanii Nöggerat junior pracował m.in. w laboratorium i jako operator. Wśród nakręconych przez niego materiałów są m.in. 80. urodziny królowej Wiktorii oraz krajobrazy Islandii (sfilmowane po raz pierwszy). Jego ojciec zmarł 21 grudnia 1908 r. Nöggerat junior przejął wtedy, wspólnie z matką, interesy ojca, w tym teatry Flora w Amsterdamie i Hadze, kino Bioscope Theater oraz sieć dystrybucji filmowej. Do dystrybucji włączył filmy włoskie i francuskie. W 1911 r. zbudował pod Amsterdamem małe studio filmowe. Wśród produkcji tego studia były filmy: De Greep (1909), De Banneling (1912) oraz Onschuldig veroordeeld (1912). Grali w nich m.in. Louis Bouwmeester oraz Caroline van Dommelen. Filmy nie odniosły jednak komercyjnego sukcesu, studio zamknięto w 1913 r.